# Richard Swinburne

Richard Swinburne (2009)

Richard Swinburne (* 26. Dezember 1934) ist ein britischer Religionsphilosoph und emeritierter Professor für Religionsphilosophie an der Oxford University.

## Leben und Lehren
Swinburne studierte Philosophie und Theologie an der Oxford University und lehrte im Anschluss an den Universitäten von Oxford, Leeds, Hull und Keele. Von 1985 bis 2002 hatte er die Position des Nolloth Professor of the Philosophy of the Christian Religion der Oxford University inne. Ursprünglich Anglikaner, gehört er seit 1995 der griechisch-orthodoxen Konfession an. 1992 wurde er zum Mitglied der British Academy gewählt.
Seine wichtigsten Veröffentlichungen befassen sich mit Religionsphilosophie, einem Gebiet, in dem Swinburne als einer der bedeutendsten Philosophen des 20. Jahrhunderts gilt. In der Trilogie The Coherence of Theism, The Existence of God und Faith and Reason setzt er sich mit dem Problem der natürlichen Theologie auseinander. Das erste Werk untersucht die Frage, ob die Aussage „Gott existiert“ widerspruchsfrei ist, das zweite, ob es Gründe gibt, sie für wahr zu halten, das dritte diskutiert die erkenntnistheoretische Stellung des Glaubens und dessen Verhältnis zur Vernunft.
In der Tetralogie aus The Evolution of the Soul, Responsibility and Atonement, Revelation und The Christian God argumentiert er für die Wahrheit der Inhalte der traditionellen christlichen Religion; siehe dazu auch Apologetik.
Das bei weitem bedeutendste seiner Werke ist The Existence of God. Swinburne wendet hier die Methode des induktiven Schließens auf die Frage der Existenz Gottes an. Dazu wird nicht mehr versucht zu beweisen, dass Gott existiert, sondern nur, dass seine Existenz wahrscheinlich sei. Laut Swinburne gibt es verschiedene Phänomene in der Welt, die nach einer Erklärung verlangen (dass es eine Welt gibt, die Ordnung der Welt, Bewusstsein etc.), die aber nicht mit Methoden der (Natur-)Wissenschaft erklärt werden könnten. Stattdessen seien diese Phänomene besser erklärbar, wenn wir annehmen, dass sie auf Gott zurückgehen, denn Gott hätte jeweils gute Gründe, eine geordnete Welt und die diversen Phänomene zu erschaffen. Außerdem sei die Gottes-Hypothese sehr einfach, ein für Swinburne entscheidendes Kriterium für Wahrscheinlichkeit. Swinburne ist der Meinung, dass das Übel in der Welt zwar gegen die Existenz Gottes spreche (siehe auch Theodizee), aber nur in seinem Ausmaß, denn für Gott gebe es gute Gründe, Übel zuzulassen, z. B. dass nur so ein freier Wille möglich sei. Zusammengenommen machten diese Phänomene die Existenz deutlich wahrscheinlicher („significantly more probable“) als seine Nicht-Existenz. Dazu entwirft Swinburne ein Argument aus der religiösen Erfahrung, das besagt: Wenn wir von etwas eine Erfahrung haben, sollten wir annehmen, dass es existiert, solange keine Gründe dagegen sprechen und es nicht gänzlich unwahrscheinlich ist. Dass Gottes Existenz nicht gänzlich unwahrscheinlich sei, wurde gezeigt, also sollten wir unseren religiösen Erfahrungen trauen und annehmen, dass Gott existiere.
An Swinburnes Vorgehen wurde vor allem kritisiert, dass es in vielen Fällen willkürlich sei, welche Wahrscheinlichkeiten wir für bestimmte Phänomene annehmen (etwa dass es ein Universum gibt, aber keinen Gott) und dass Einfachheit nicht mit Wahrscheinlichkeit gleichgesetzt werden sollte. Darüber hinaus setze Swinburne in seinem Werk an vielen Stellen moralische und ästhetische Annahmen als objektive Wahrheiten voraus (z. B. dass es gut sei, einen freien Willen zu haben, auch wenn dies Leid mit sich bringe), obwohl sie zumindest strittig seien. Sein Argument aus der religiösen Erfahrung wird oft als auf einer letztlich naiven Erkenntnistheorie basierend verworfen. Auch wird ihm vorgeworfen, sein streng rationalistisches Gottesbild werde den existenziellen Dimensionen und der lebensweltlichen Bedeutung der christlichen Religion nicht gerecht. Im Insights Magazine, einem Sprachrohr des Nationalkonzils der vereinten Kirche Australiens, wurde Swinburnes „präzise, mathematische Sprache“ thematisiert. Diese sei dazu geeignet, „einige von der Gültigkeit seines Arguments für den Dualismus“ zu überzeugen.
Swinburne geriet unter scharfen öffentlichen Beschuss, nachdem er während einer TV-Diskussion mit Richard Dawkins und Peter Atkins versuchte, die historische Tatsache der Shoa mit seiner Vorstellung eines liebenden Gottes in Einklang zu bringen, indem er darin eine den Juden gegebene Chance vermutete, sich als tapfer und nobel zu erweisen, woraufhin Atkins den Satz „mögen Sie in der Hölle verrotten“ erwiderte. Daraufhin warf Dawkins Swinburne in seinem Buch Der Gotteswahn vor, er habe mit seiner Aussage „den Holocaust gerechtfertigt“.
Dagegen wird argumentiert, dass Swinburne gerade nicht das Böse (und schon gar nicht den Holocaust) rechtfertige, sondern die Möglichkeit Gottes, das Böse zuzulassen. Während der Mensch aufgerufen ist, so sehr wie nur möglich das Böse zu verhindern und zu bekämpfen, darf allenfalls Gott es geschehen lassen.

## Werke
- Space and Time. London 1968
- The Concept of Miracle. London 1971
- An Introduction to Confirmation Theory. London 1973
- The Coherence of Theism. Clarendon Press, Oxford 1977 (zweite Auflage 2016)
- The Existence of God. Clarendon Press, Oxford 1979 (zweite, erweiterte Auflage 2004)
- Faith and Reason. Clarendon Press, Oxford 1981 (zweite, überarbeitete Auflage 2005)
- The Evolution of the Soul Clarendon Press, Oxford, 1986
- Responsibility and Atonement Clarendon Press, Oxford, 1989
- Revelation Clarendon Press, Oxford, 1991
- The Christian God Clarendon Press, Oxford, 1994
- Is there a God?. Clarendon Press, Oxford 1996
- Providence and the Problem of Evil, Clarendon Press, Oxford 1998
- The Resurrection of God Incarnate. Clarendon Press, Oxford 2003
- Revelation: From Metaphor to Analogy, Oxford University Press, Oxford, 2007
- Was Jesus God? Oxford University Press (USA), 2010
- Are We Bodies or Souls? Oxford University Press, Oxford, 2019

### Deutsche Veröffentlichungen
- Die Existenz Gottes, P. Reclam, Stuttgart 1987
- Gibt es einen Gott? Ontos Verlag, Heusenstamm 2006
- Glaube und Vernunft, Echter Verlag, Würzburg 2009

### Autobiographie
- Richard Swinburne: Intellectual Autobiography. In: A. Padgett (Hg.): Reason and the Christian Religion. Essays in honour of Richard Swinburne. Oxford 1999.